# Dinastia valeriana
La dinastia valeriana fu una famiglia appartenente all'aristocrazia senatoriale romana, che fu elevata al rango imperiale nel 253, allorquando Valeriano fu nominato imperatore romano.
Valeriano, giunto a Roma per prendere i pieni poteri di imperatore, associò al trono il figlio maggiore Gallieno, che sarà da quel momento co-imperatore durante il periodo di regno di Valeriano e suo successore unico alla morte del padre. È possibile che anche due figli di Gallieno, Cornelio Valeriano e Cornelio Salonino, siano stati elevati al rango di Augusto, ma la questione è dibattuta.

## Descrizione
Valeriano al momento di diventare imperatore, risulta sposato con Mariniana da cui ha avuto due figli Gallieno e Valeriano il giovane. Quando Valeriano nomina il figlio Gallieno Augusto e quindi coimperatore, provvede anche a nominare il figlio più giovane Valeriano come Cesare.
Gallieno a sua volta risulta sposato con Cornelia Salonina da cui ha tre figli Cornelio Valeriano, Cornelio Salonino e Egnazio Mariniano.

### Valeriano (253-60)
Valeriano è stato imperatore dal 253 al 260 d.C. allorquando durante la battaglia di Edessa (Mesopotamia), contro i Sasanidi è stato fatto prigioniero e ucciso durante la prigionia poco più avanti.
| Titolatura imperiale  | Numero di volte | Datazione evento |
| --------------------- | --------------- | --- |
| Tribunicia potestas   | 8 anni:         | dal 253 e rinnovata annualmente al 10 dicembre di ogni anno fino al 260 per nove volte.                                                        |
| Consolato             | 4 volte:        | 238? (I), 254 (II), 255 (III) e 257 (IV). |
| Titoli vittoriosi     |                 | Germanicus Maximus, Parthicus (?) e Restitutor Galliarum, nel 254; Restitutor Orientis, ca. 253-260 Restitutor orbis, nel periodo 254-259 (?). |
| Salutatio imperatoria | almeno 3 volte: | la prima quando fu fatto Augusto nel 253, la seconda quando assunse il titolo di Germanicus Maximus nel 254 e la terza nel 256.                |
| Altri titoli          |                 | Pio, Felix, Pater Patriae e Pontifex Maximus nel 253.                                                                                          |

### Gallieno (253-68)
Gallieno, viene nominato co-imperatore dal padre nel 253, poco dopo la nomina dello stesso Valeriano come imperatore.
Nel 260 dopo la cattura del padre da parte persiana, diventa unico imperatore.
Nel 268 Gallieno torna a Milano, dopo aver affidato il comando della guerra contro i Goti a Marciano, che si appresta ad assediare Aureolo che qui si era richiuso, con la speranza di ricevere aiuto da parte di Postumo. Ma Aureolo, che aveva ormai perduto ogni speranza, fa spargere voci nel campo dell'imperatore, che inneggiano contro Gallieno. Alcuni comandanti, ormai stanchi dell'imperatore, ordiscono una congiura e dicono al principe che Aureolo aveva tentato una sortita facendolo uscire dalla sua tenda. Gallieno viene così ucciso a tradimento dal comandante della cavalleria dalmata Ceronio, insieme al fratello Publio Licinio Valeriano.
| Titolatura imperiale  | Numero di volte | Datazione evento |
| --------------------- | --------------- | --- |
| Tribunicia potestas   | 15 anni:        | dal 253 e rinnovata annualmente al 10 dicembre di ogni anno (pari a sedici volte). |
| Consolato             | 7 volte:        | 254 (I), 255 (II), 257 (III), 261 (IV), 262 (V), 264 (VI) e 266 (VII). |
| Titoli vittoriosi     |                 | Germanicus e Restitutor Galliarum, nel 254; Dacicus maximus, fine 256-inizi257; Germanicus maximus, nel 255, due volte nel 257 e nel 258 (la V volta); Parthicus maximus, 262/263 (?); Persicus maximus, nel 264-265 (?). |
| Salutatio imperatoria | 12 volte:       | la prima quando fu fatto Augusto dal padre nel 253, l'ultima sembra nel 264/265. |
| Altri titoli          |                 | Pater Patriae nel 255 (?) e Pontifex Maximus nel 211. |